# SNCF BB 36000 sorozat
Az SNCF BB 36000 sorozat egy francia Bo'Bo' tengelyelrendezésű háromáramnemű villamosmozdony-sorozat. 1996 és 2002 között összesen 60 db-ot gyártott az Alstom az SNCF részére. A típus hasonló a SNCB 13 és a CFL 3000 sorozatokhoz. A hatvan darabból harmincat később 36200 és 36300 alsorozattá alakítottak át – ezek a mozdonyok további biztonsági berendezésekkel vannak felszerelve a Franciaország és Olaszország közötti határon átkelő vonatok számára. 2012-ben 30 darab eredeti 36000 és 30 darab 36300 alsorozatba tartozó mozdony volt forgalomban. Az Olaszországban üzemelő mozdonyok az FS E436 sorozat megnevezést kapták.
A mozdonyok univerzális felhasználásúak, jelenleg a Fret SNCF tehervonatok, míg a Thello nemzetközi gyorsvonatok továbbítására használja Franciaország és Olaszország viszonylatában (Paris Gare de Lyon – Venezia S.L., Marseille St Charles – Nice-Ville – Milano C.le), egy részük pedig Magyarországon továbbít belföldi személyszállító vonatokat. Beceneve: "Astride". (Az Asynchronous Tricurrent Drive Engine rövidítéseként.)

## Története
Az SNCF 1988 és 1998 között szerezte be a GEC Alsthomtól BB 26000 sorozatú, Sybic becenevű kétáramnemű villamos mozdonyait. Az 1990-es évek közepén a viszonyok olyan irányba változtak, hogy a megrendelő SNCF-nél igény mutatkozott új, háromáramnemű, interoperábilis mozdonyokra. Mindeközben a gyártónál is felmerült egy ilyen járműtípus fejlesztésének kérdése. Ezért a BB 26000-esek még folyamatban lévő beszerzését sikerült a feleknek úgy módosítani, hogy az utolsó 30 darab Sybic helyett már egy átdolgozott verzió kerüljön leszállításra. Ez lett a BB 36000 sorozat, azaz az Astride.
A főbb módosítások:
- a mozdony alkalmas 3 kV-os egyenáramú rendszerben történő üzemre;
- olasz és belga vonatbefolyásoló berendezések telepítése;
- aszinkron rendszerű vontatómotorok használata a szinkronmotorok helyett;
- egyedi hajtás a korábbi monomotoros rendszer helyett;
- korszerűbb külső megjelenés.

Az elkészült új típusú mozdonyokat 1996-tól szállította a gyártó, az SNCF-nél a 36001 és 36030 közötti pályaszámokat kapták, színük ezüst-szürke-piros lett.
1998-ban az SNCF további 30 darab Astride beszerzése mellett döntött, ezek először a 36031 és 36060 közötti pályaszámcsoportba kerültek és ezüst-szürke-zöld színadással különböztették meg őket a korábban szállított gépektől. Ezen megkülönböztetés oka, hogy időközben az első szériát a belga, míg a második szériát az olasz határforgalomra tervezték bevetni. Egyébként a zöld szín illik is a mozdonyokat üzemeltető Fret SNCF (teherszállítási leányvállalat) flottaszínéhez is.
E differenciálás folytatása volt, hogy 2003-tól kezdődően a zöld színű második széria mozdonyait további módosításoknak vetették alá. Eleinte itt is két variáns létezett: 36200 és 36300, de később a teljes második széria az utóbbi, 36300-as alsorozatba került besorolásra.
A fő különbségek a piros színű mozdonyokhoz képest:
- szinkronüzemre való alkalmasság;
- fedélzeti tűzjelző/tűzoltó berendezés;
- olasz vonatbefolyásoló berendezés (SCMT).

Érdekességképpen megjegyezzük, hogy eredetileg a piros 36000-esek is alkalmasak voltak az olaszországi közlekedésre, azonban a rajtuk megtalálható vonatbefolyásoló berendezés (RS4 codici) már nem használatos az RFI hálózatán.
Később az Astride-on alapuló típusból a belga és a luxemburgi vasút is vásárolt, bár az oda szállított mozdonyok megjelenése is kissé eltér a francia testvérekétől, továbbá e típuson alapszik az Egyesült államokbeli Amtrak HHP-8 sorozatú mozdonya is. A piros színű első szériát az Akiem 2010-ben vette át az SNCF-től, mint üzemben tartó. 2012-től néhány évig 7 darab mozdony (36001-36006 és 36008) Marokkóban került bérbeadásra, ahol nehéz körülmények között nagy terhelésű foszfátvonatokat továbbítottak. Egy-két év kihagyással, 2018-ban aztán Közép-Európába kerültek, amikor az első két mozdony (36005 és 36004) megérkezett Magyarországra az előzetes típusengedélyezési próbák lefolytatására.

## Alkalmazása Magyarországon 2024-től
A MÁV Személyszállítási Zrt.-nél, rövid távú, átmeneti megoldásként a személyszállító vonatok vontatási feladataira 15+12 darabot bérel az Akiem-től. Itthon mint 490-es sorozatként vált ismertté. A típus első példányai 2025. január 27-én álltak forgalomba a Budapest–Pécs-vasútvonalon.

## Galéria

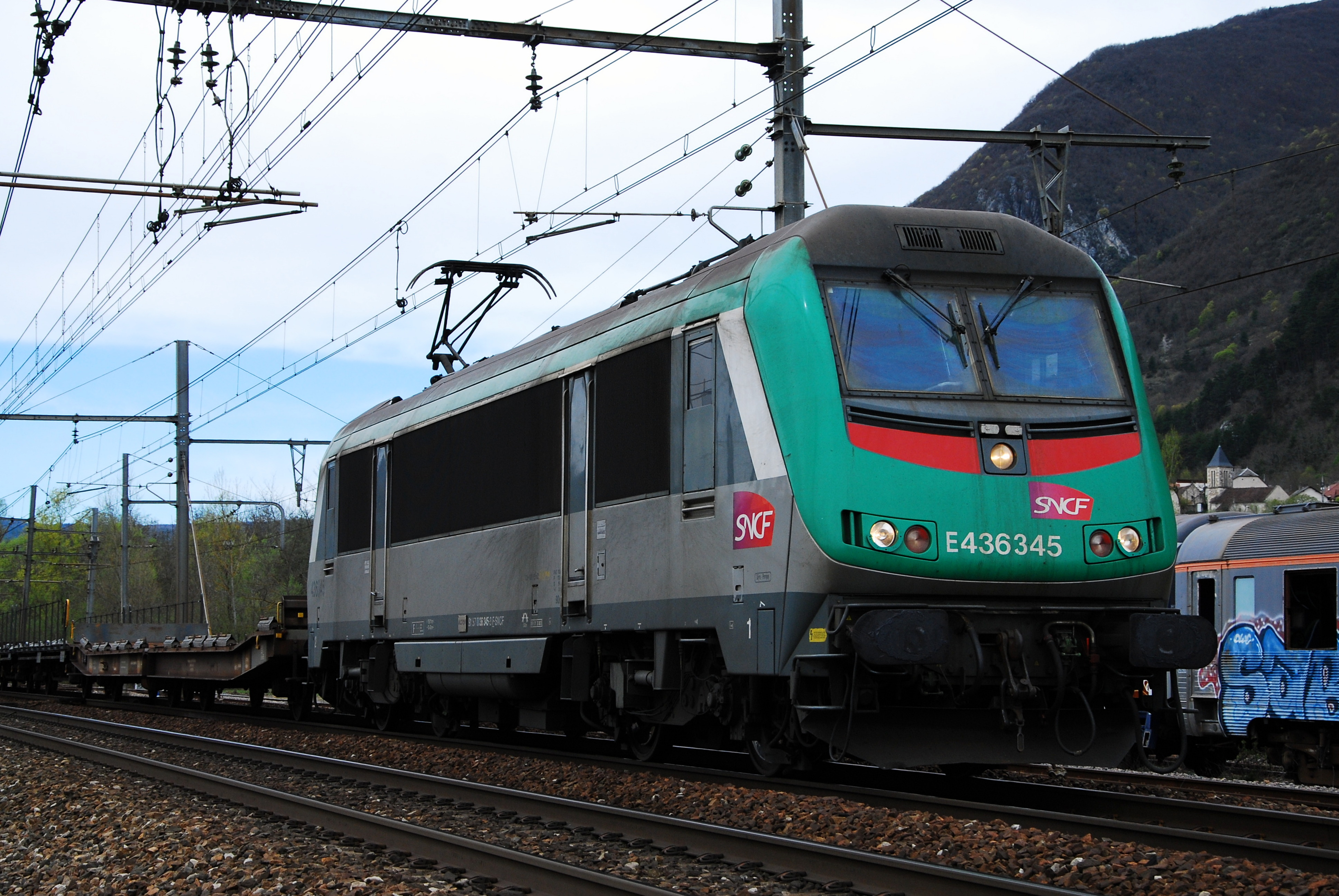
A türkizzöld színű 36300-as alsorozat egy tagja
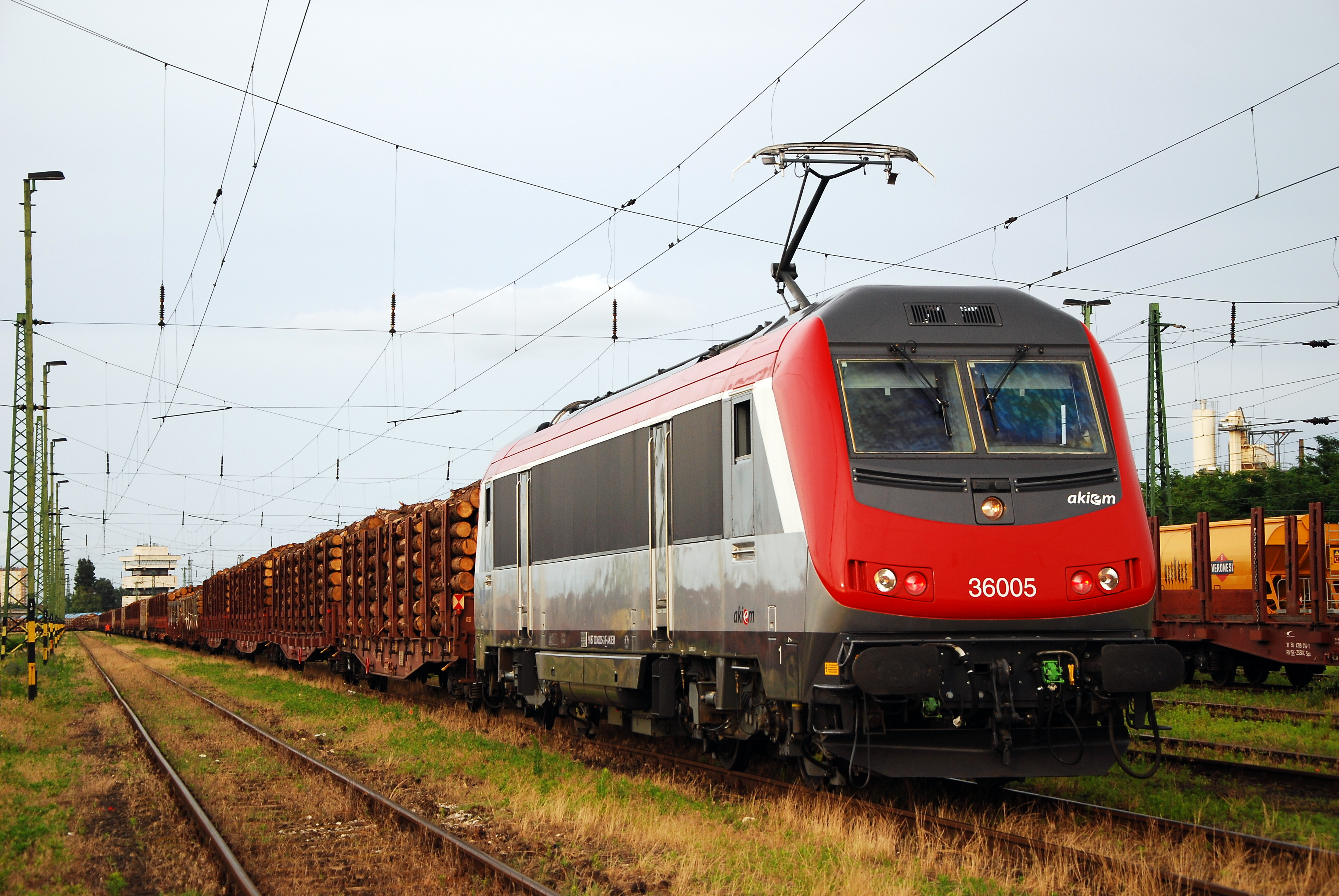
Próbák a 36005-össel Szolnokon
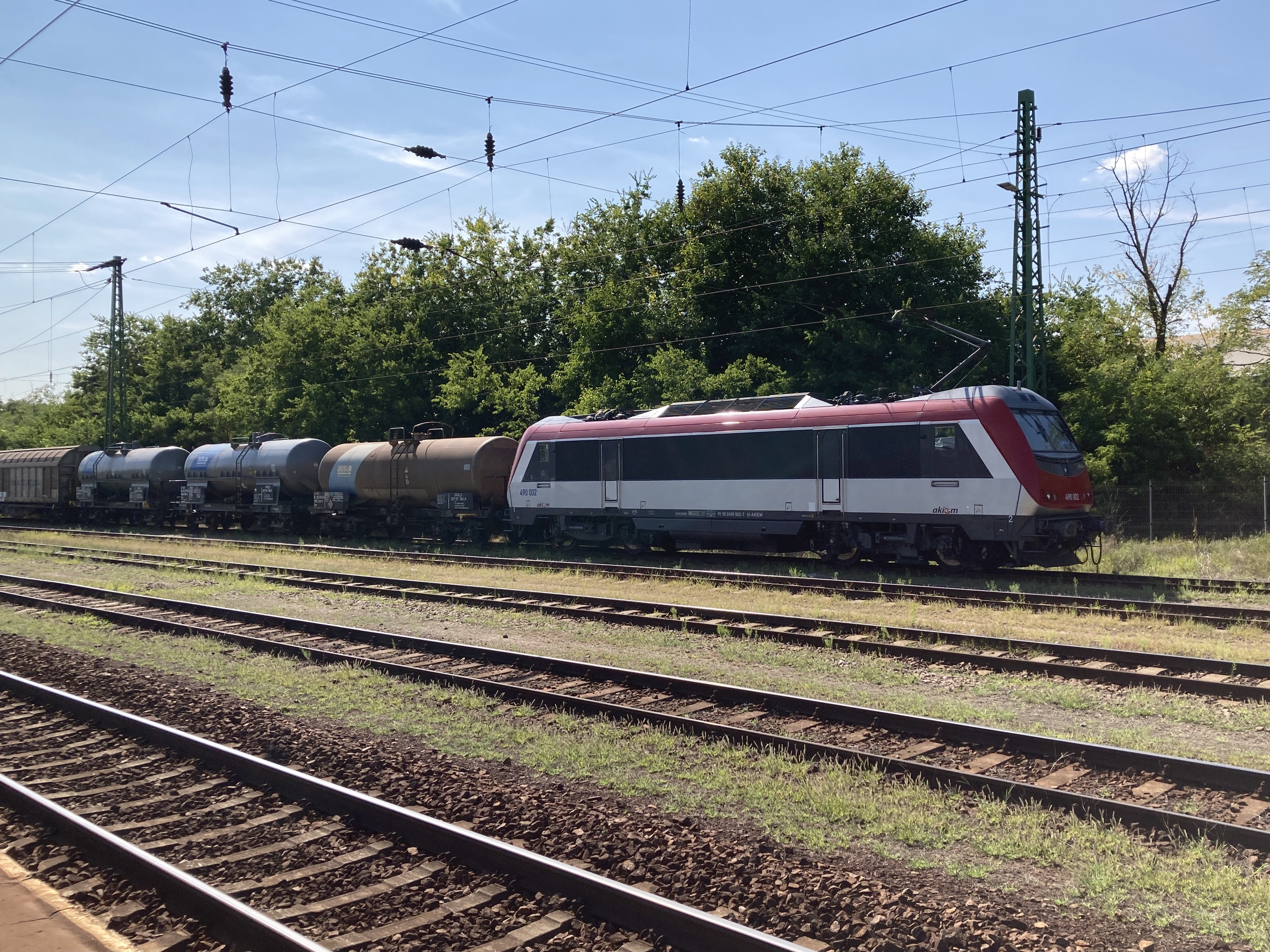
H-AKIEM 490 002-es mozdony Dunakeszin egy vegyes tehervonattal